# Zébré-de-vert
Euchloe falloui
Espèce
Le zébré-de-vert ou Marbré du désert (Euchloe falloui) est un insecte lépidoptère de la famille des Pieridae, de la sous-famille des Pierinae et du genre Euchloe.

## Dénomination
Euchloe falloui (Allard, 1867)

### Noms vernaculaires
Le zébré-de-vert ou Marbré du désert se nomme Scarce Green-striped White en anglais.

### Sous-espèces
- Euchloe falloui falloui (Allard, 1867)
  - Euchloe faloui faloui f. nigromarginata (Chnéour, 1947) en Tunisie
  - Euchloe faloui faloui f. elisabethae (Chnéour, 1947) en Tunisie
  - Euchloe falloui faloui f. choumovitschi (Chnéour, 1935) en Tunisie
- Euchloe falloui fairuzae (Tarrier, 1995)  au Maroc[1]
- Euchloe faloui farizae (Tarrier, [1993]) au Maroc
- Euchloe falloui lucida (Sheljuzuzhko, 1914) en Algérie
- Euchloe falloui obsolescens (Rothschild, 1913) en Algérie[2]

## Description
Le dimorphisme sexuel est marqué : alors que le mâle est blanc avec une marque noire à l'extrémité de l'aile antérieure et un point sous l'apex, la femelle a le bord de l'aile antérieure et la totalité de l'aile postérieure zébrés de larges lignes vert pâle. Leur envergure est de 18 à 19 mm.

## Biologie

### Période de vol et hivernation
De janvier à juin, parfois une petite génération en automne.
La diaphyse nymphale se prolonge les années de grande sécheresse.

### Plantes hôtes
Principalement Moricandia arvensis, mais aussi d'autres Moricandia et Reseda muricata.

## Écologie et distribution
Son aire de répartition va de l'Arabie saoudite à l'est au Maroc à l'ouest et comporte toute l'Afrique du Nord.

### Biotope
Il est inféodé aux terrains pierreux et aux oasis.

### Protection
Pas de statut de protection particulier.